# Římskokatolická farnost Lidmaň
Římskokatolická farnost Lidmaň je zaniklým územním společenstvím římských katolíků v rámci pelhřimovského vikariátu českobudějovické diecéze.

## Historie
Duchovní správa v Lidmani se připomíná již v letech 1125–1253, kdy náležela k řečickému děkanátu, nejstarší zprávy o místním kostele jsou z roku 1359. V pozdější době místní plebánie zanikla a kostel byl filiálním ke kostelu v Černovicích. K obnovení farnosti došlo až v roce 1855, kdy začaly být vedeny i matriční knihy. Farní kostel získal současnou podobu v roce 1738.

### Duchovní správci farnosti
Přehled duchovních správců od obnovení farnosti v roce 1855:
- 9. června 1855 – 22. listopadu 1860 (?) P. František Kůrský (Hůrský?)
- 1. listopadu 1861 – 31. března 1865 P. Bedřich Kamarýt, také spisovatel a malíř, pro kostel v Lidmani vytvořil tři obrazy,[3] odešel na farnost v Deštné[7]
- 5. července 1865 – 30. dubna 1901 P. Jan Pravda, od roku 1895 biskupský notář,[8] po téměř 36 letech služby ve farnosti odešel na odpočinek[9]
- 29. července 1901 – 31. března 1910 P. Vojtěch Slunečko, dříve kaplan v Černovicích,[10] odešel na farnost Těmice[11]
- 1. dubna 1910 – 30. srpna 1910 P. Jan Pulec
- 1. září 1910 – 30. června 1938 P. Jan Zevl, bývalý kaplan v Nové Bystřici[12]
- 1. července 1938 – 1. srpna 1941 P. Václav Matějů (* Skrýšov † 19. června 1988 Kamenice nad Lipou), administrátor, později 17 let farářem v Mnichu a 30 let ve farnosti Kamenice nad Lipou[13]
- 1. srpna 1941 – 4. září 1974 P. Josef Brož († 4. září 1974 Lidmaň), začínal jako kaplan farnosti Kamenice nad Lipou, pak byl farářem v Mnichu[13]
- 1974–1986 P. Prokop Chramosta (24. června 1922 – 3. září 1994)[14]
- 1986–1988 (?) P. Josef Charypar (* 19. prosince 1948),[15]  † 5. srpna 2025[16] člen Schönstattského hnutí[17]
- 1988 – 31. ledna 1990 P.  Antonín Lyko
- 1. února 1990 – 2. června 1991 P. Imrich Važan (21. prosince 1939 Opatovce nad Nitrou –  29. června 1999 Bojnice), farnost spravoval excurrendo z Kamenice nad Lipou, po té se vrátil na Slovensko[18]
- 1. srpna 1991 – 31. října 2002 P. Ladislav Daněk (7. dubna 1928 – 29. června 2004 České Budějovice), administrátor excurrendo z Kamenice nad Lipou[13]
- 1. listopadu 2002 – 30. června 2004 P. Mariusz Ratyňski, od roku 2014 působí v arcidiecézi vídeňské[19]
- 1. července 2004 – 30. června 2013 P. František Hroznata Janoušek, OPraem. (20. března 1939[2] Kardašova Řečice – 24. února 2025 Bechyně), kněz a básník[20]
- 1. července 2013 – 30. června 2019 P. Mgr. Václav Šika (* 22. května 1966)[2]
- 1. července 2019 – 31. prosince 2019 P. Augustín Ján Grambal, OPraem. (* 4. května 1972),[2] premonstrát Želivského kláštera[21]

## Současnost
Farnost ke dni 31. prosince 2019 zanikla, po té, co byla 30 let administrovaná z farnosti Kamenice nad Lipou. Jejím právním nástupcem je Římskokatolická farnost Černovice.
| Obrázek | Kostel                         | Místo    | Bohoslužba             | Bohoslužba                | Poznámka            |
| ------- | ------------------------------ | -------- | ---------------------- | ------------------------- | ------------------- |
|         | Kostel Narození Panny Marie    | Lidmaň   | lichá sobota v měsíci  | 17.00 v zimě 18.00 v létě | bývalý farní kostel |
|         | Kaple svatého Jana Nepomuckého | Lidmaň   | neslouží se            | neslouží se               | kaple z roku 1874   |
|         | Kaple svatého Josefa           | Lidmaňka | neslouží se pravidelně | neslouží se pravidelně    | kaple               |